# Dolby 3D

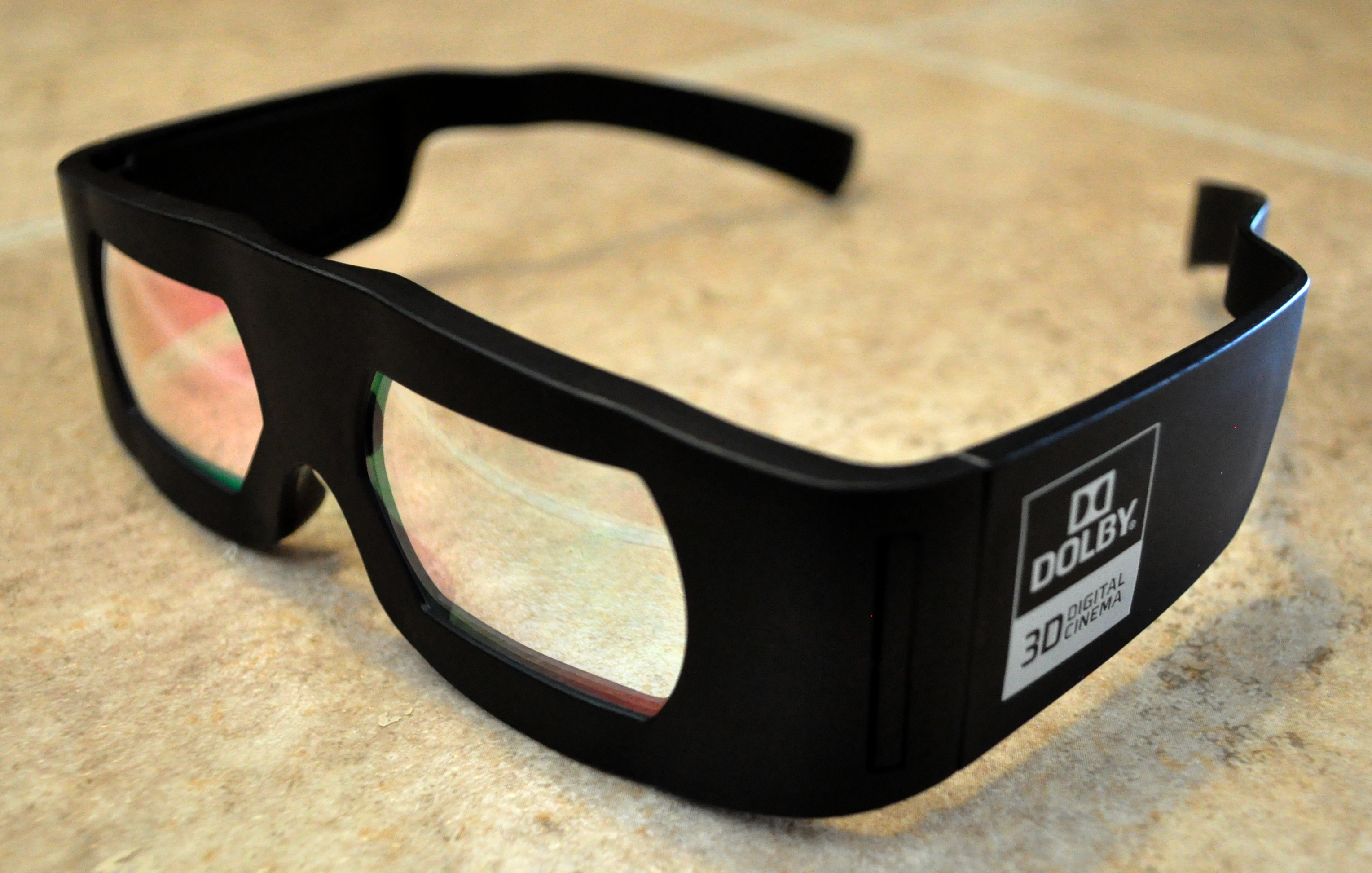
Óculos Dolby 3D

Dolby 3D é uma marca da Dolby Laboratories utilizada em sistemas de reprodução de filmes 3D em cinemas digitais.